# Burg Reinstetten
Die Burg, vermutlich mit dem Namen Burg Reinstetten, ist eine abgegangene Burg bei dem Ortsteil Reinstetten der Gemeinde Ochsenhausen im Landkreis Biberach in Baden-Württemberg.
Die vier Kilometer nördlich von Ochsenhausen gelegene Burg war vermutlich im Besitz des Klosters Ochsenhausen. 
Von der nicht genau lokalisierbaren Burg Burganlage ist nichts erhalten.